# Beaumont-Hague
Beaumont-Hague is een plaats en voormalige gemeente in het Franse departement Manche in de regio Normandië. De plaats maakt deel uit van het arrondissement Cherbourg.

## Geschiedenis
Toen het kanton Beaumont-Hague op 22 maart 2015 werd opgeheven gingen de gemeenten op in het op die dag opgerichte kanton La Hague, dat verder alleen Querqueville omvatte. Op 1 januari 2017 fuseerden de gemeenten van het voormalige kanton tot de huidige commune nouvelle La Hague, waarvan Beaumont-Hague de hoofdplaats werd.

## Geografie
De oppervlakte van Beaumont-Hague bedraagt 7,9 km², de bevolkingsdichtheid is 163,9 inwoners per km².
De onderstaande kaart toont de ligging van Beaumont-Hague met de belangrijkste infrastructuur en aangrenzende gemeenten.

## Demografie
Onderstaande figuur toont het verloop van het inwonertal (bron: INSEE-tellingen).

## Videospel
In het videospel Call of Duty 2 is Beaumont-Hague het speelveld in de missie ''The Silo''. Hierbij moet de speler 7 locaties in het dorp veiligstellen van Duitse troepen, om daarna een tegenaanval te trotseren. Hierna eindigt de strijd (en tevens ook de missie) om het dorp na het arriveren van de versterking.
Acqueville · Auderville · Beaumont-Hague · Biville · Branville-Hague · Digulleville · Éculleville · Flottemanville-Hague · Gréville-Hague · Herqueville · Jobourg · Landemer · Nacqueville · Omonville-la-Petite · Omonville-la-Rogue · Sainte-Croix-Hague · Saint-Germain-des-Vaux · Tonneville · Urville-Hague · Vasteville · Vauville